# Lijst van Simson-motorfietsen
| AWO 425                 |
| AWO GS 350              |
| Simson SR1              |
| Simson KR51/2E Schwalbe |
| Simson SR4-1K Spatz     |
| Simson S50B2            |
| Simson S51E             |
| Simson SR50/1CE         |

| Type   | Periode   | Motor         | Categorie |
| ------ | --------- | ------------- | --------- |
| BSW 98 | 1939-1945 | 98cc-tweetakt | Toer      |

| Type               | Periode   | Motor     | Categorie |
| ------------------ | --------- | --------- | --------- |
| AWO 425            | 1950-1954 | 247cc-OHV | Toer      |
| AWO 425 Sport      | 1955-1956 | 247cc-OHV | Sport     |
| AWO 425 Touring    | 1955-1956 | 247cc-OHV | Toer      |
| Simson 425 Touring | 1957-1960 | 247cc-OHV | Toer      |
| Simson 425 Sport   | 1957-1962 | 247cc-OHV | Sport     |

| Type    | Periode   | Motor     | Categorie |
| ------- | --------- | --------- | --------- |
| AWO 700 | 1955-1958 | 684cc-OHV | Prototype |

| Type       | Periode   | Motor     | Categorie |
| ---------- | --------- | --------- | --------- |
| AWO GS 350 | 1957-1861 | 342cc-OHV | Enduro    |

| Type        | Periode   | Motor         | Categorie |
| ----------- | --------- | ------------- | --------- |
| Simson SR1  | 1955-1957 | 48cc-tweetakt | Moped     |
| Simson SR2  | 1957-1959 | 48cc-tweetakt | Moped     |
| Simson SR2E | 1959-1964 | 48cc-tweetakt | Moped     |

| Type                    | Periode   | Motor         | Categorie |
| ----------------------- | --------- | ------------- | --------- |
| Simson KR50             | 1958-1964 | 48cc-tweetakt | Scooter   |
| Simson KR51 Schwalbe    | 1964-1968 | 50cc-tweetakt | Scooter   |
| Simson KR51/1 Schwalbe  | 1968-1980 | 50cc-tweetakt | Scooter   |
| Simson KR51/1F Schwalbe | 1968-1980 | 50cc-tweetakt | Scooter   |
| Simson KR51/1S Schwalbe | 1968-1980 | 50cc-tweetakt | Scooter   |
| Simson KR51/1K Schwalbe | 1974-1980 | 50cc-tweetakt | Scooter   |
| Simson KR51/2E Schwalbe | 1979-1986 | 50cc-tweetakt | Scooter   |
| Simson KR51/2L Schwalbe | 1979-1986 | 50cc-tweetakt | Scooter   |
| Simson KR51/2N Schwalbe | 1979-1986 | 50cc-tweetakt | Scooter   |

| Type          | Periode   | Motor         | Categorie |
| ------------- | --------- | ------------- | --------- |
| Simson GS50   | 1962      | 50cc-tweetakt | Enduro    |
| Simson GS75   | 1964-1965 | 73cc-tweetakt | Enduro    |
| Simson GS50-1 | 1966-1979 | 50cc-tweetakt | Enduro    |
| Simson GS75-1 | 1966-1970 | 73cc-tweetakt | Enduro    |

| Type                 | Periode   | Motor         | Categorie     |
| -------------------- | --------- | ------------- | ------------- |
| Simson SR4-1K Spatz  | 1964-1966 | 48cc-tweetakt | Mokick        |
| Simson SR4-1P Spatz  | 1964-1967 | 48cc-tweetakt | Moped         |
| Simson SR4-2 Star    | 1964-1968 | 50cc-tweetakt | Mokick        |
| Simson SR4-3 Sperber | 1966-1972 | 50cc-tweetakt | Kleinkraftrad |
| Simson SR4-1SK Spatz | 1967-1970 | 50cc-tweetakt | Mokick        |
| Simson SR4-2/1 Star  | 1968-1975 | 50cc-tweetakt | Mokick        |
| Simson SR4-4 Habicht | 1971-1975 | 50cc-tweetakt | Kleinkraftrad |

| Type        | Periode   | Motor         | Categorie |
| ----------- | --------- | ------------- | --------- |
| Simson SL1  | 1970-1971 | 50cc-tweetakt | Moped     |
| Simson SL1S | 1971-1972 | 50cc-tweetakt | Moped     |

| Type         | Periode   | Motor         | Categorie |
| ------------ | --------- | ------------- | --------- |
| Simson S50B  | 1975-1976 | 50cc-tweetakt | Mokick    |
| Simson S50N  | 1975-1980 | 50cc-tweetakt | Mokick    |
| Simson S50B1 | 1976-1980 | 50cc-tweetakt | Mokick    |
| Simson S50B2 | 1976-1980 | 50cc-tweetakt | Mokick    |

| Type             | Periode   | Motor         | Categorie |
| ---------------- | --------- | ------------- | --------- |
| Simson S51N      | 1980-1987 | 50cc-tweetakt | Mokick    |
| Simson S51B1-3   | 1980-1988 | 50cc-tweetakt | Mokick    |
| Simson S51B1-4   | 1980-1988 | 50cc-tweetakt | Mokick    |
| Simson S51B2-4   | 1980-1988 | 50cc-tweetakt | Mokick    |
| Simson S51E      | 1982-1988 | 50cc-tweetakt | Enduro    |
| Simson S51E4     | 1982-1988 | 50cc-tweetakt | Enduro    |
| Simson S51C      | 1983-1989 | 50cc-tweetakt | Mokick    |
| Simson S51E2     | 1987-1988 | 50cc-tweetakt | Enduro    |
| Simson S51/1B    | 1989-1990 | 50cc-tweetakt | Mokick    |
| Simson S51/1C1   | 1989-1990 | 50cc-tweetakt | Mokick    |
| Simson S51/1E    | 1989-1990 | 50cc-tweetakt | Enduro    |
| Simson S51B2-4/1 | 1989-1990 | 50cc-tweetakt | Mokick    |
| Simson S51/1E1   | 1989-1990 | 50cc-tweetakt | Enduro    |

| Type                   | Periode   | Motor         | Categorie |
| ---------------------- | --------- | ------------- | --------- |
| Simson S70C            | 1984-1988 | 70cc-tweetakt | Toer      |
| Simson S70E            | 1984-1988 | 70cc-tweetakt | Enduro    |
| Simson S70E/S          | 1984-1988 | 70cc-tweetakt | Enduro    |
| Simson Super 80        | 1984-1988 | 70cc-tweetakt | Toer      |
| Simson Super 80 Enduro | 1984-1988 | 70cc-tweetakt | Enduro    |
| Simson S70E/2          | 1987-1989 | 70cc-tweetakt | Enduro    |

| Type                 | Periode   | Motor         | Categorie  |
| -------------------- | --------- | ------------- | ---------- |
| Simson SR50N         | 1986-1987 | 50cc-tweetakt | Scooter    |
| Simson SR50CE        | 1986-1988 | 50cc-tweetakt | Scooter    |
| Simson SR50B3        | 1986-1989 | 50cc-tweetakt | Scooter    |
| Simson SR50B4        | 1986-1989 | 50cc-tweetakt | Scooter    |
| Simson SR50C         | 1987-1989 | 50cc-tweetakt | Scooter    |
| Simson SR50 Bunny    | 1987-1990 | 50cc-tweetakt | Scooter    |
| Simson SR50/1B       | 1987-1990 | 50cc-tweetakt | Scooter    |
| Simson SR50/1C       | 1987-1990 | 50cc-tweetakt | Scooter    |
| Simson SR50/1CE      | 1987-1990 | 50cc-tweetakt | Scooter    |
| Simson SD50 Albatros | 1992-2002 | 50cc-tweetakt | Triporteur |
| Simson SR50X         | 1993      | 50cc-tweetakt | Scooter    |
| Simson SR50 Gamma    | 1994-1995 | 50cc-tweetakt | Scooter    |
| Simson SR50 Classic  | 1996-2002 | 50cc-tweetakt | Scooter    |

| Type                | Periode   | Motor         | Categorie |
| ------------------- | --------- | ------------- | --------- |
| Simson SR80CE       | 1987-1988 | 70cc-tweetakt | Scooter   |
| Simson SR80/1CE     | 1989-1990 | 70cc-tweetakt | Scooter   |
| Simson SR80X        | 1993      | 70cc-tweetakt | Scooter   |
| Simson SR80 Gamma   | 1994-1995 | 70cc-tweetakt | Scooter   |
| Simson SR80 Classic | 1996-2002 | 70cc-tweetakt | Scooter   |

| Type                          | Periode   | Motor         | Categorie |
| ----------------------------- | --------- | ------------- | --------- |
| Simson S53B                   | 1990-1993 | 50cc-tweetakt | Mokick    |
| Simson S53C                   | 1990-1993 | 50cc-tweetakt | Mokick    |
| Simson S53E                   | 1990-1993 | 50cc-tweetakt | Enduro    |
| Simson S53M                   | 1990-1993 | 50cc-tweetakt | Mofa      |
| Simson S53N                   | 1990-1994 | 50cc-tweetakt | Mokick    |
| Simson S53CX                  | 1992-1995 | 50cc-tweetakt | Mokick    |
| Simson S53OR                  | 1992-1995 | 50cc-tweetakt | Offroad   |
| Simson S53 Alpha B            | 1994-1995 | 50cc-tweetakt | Enduro    |
| Simson S53 Alpha M            | 1994-1995 | 50cc-tweetakt | Mofa      |
| Simson S53 Alpha C            | 1994-1998 | 50cc-tweetakt | Offroad   |
| Simson S53 Beta               | 1994-1998 | 50cc-tweetakt | Enduro    |
| Simson Habicht 25 Mofa        | 1996-1998 | 50cc-tweetakt | Mofa      |
| Simson Habicht 50 Basic       | 1996-1998 | 50cc-tweetakt | Enduro    |
| Simson Habicht 50 CX          | 1996-1998 | 50cc-tweetakt | Mokick    |
| Simson Sperber 50 Beach Racer | 1996-1998 | 50cc-tweetakt | Offroad   |

| Type                          | Periode   | Motor         | Categorie      |
| ----------------------------- | --------- | ------------- | -------------- |
| Simson S83N                   | 1990-1994 | 70cc-tweetakt | Leichtkraftrad |
| Simson S83B                   | 1991-1993 | 70cc-tweetakt | Offroad        |
| Simson S83E                   | 1991-1993 | 70cc-tweetakt | Enduro         |
| Simson S83CX                  | 1992-1995 | 70cc-tweetakt | Leichtkraftrad |
| Simson S83 Alpha              | 1994-1995 | 70cc-tweetakt | Enduro         |
| Simson S83OR                  | 1994-1995 | 70cc-tweetakt | Offroad        |
| Simson S83 Beta               | 1994-1998 | 70cc-tweetakt | Enduro         |
| Simson Habicht 80 Basic       | 1996-1998 | 70cc-tweetakt | Enduro         |
| Simson Habicht 80 CX          | 1996-1998 | 70cc-tweetakt | Leichtkraftrad |
| Simson Sperber 80 Beach Racer | 1996-1998 | 70cc-tweetakt | Offroad        |

| Type              | Periode   | Motor         | Categorie |
| ----------------- | --------- | ------------- | --------- |
| Simson SRA50 Star | 1996-2002 | 49cc-tweetakt | Scooter   |
| Simson SRA25 Star | 1998-2002 | 49cc-tweetakt | Scooter   |

| Type                | Periode   | Motor         | Categorie |
| ------------------- | --------- | ------------- | --------- |
| Simson MS50 Sperber | 1997-2002 | 50cc-tweetakt | Mokick    |

| Type                     | Periode   | Motor     | Categorie |
| ------------------------ | --------- | --------- | --------- |
| Simson Schikra 125       | 1998-2000 | 124cc-OHC | Toer      |
| Simson Schikra 125 Sport | 1998-2000 | 124cc-OHC | Sport     |
| Simson 125               | 2000-2002 | 125cc-OHC | Toer      |
| Simson 125RS             | 2000-2002 | 125cc-OHC | Sport     |

| Type               | Periode   | Motor         | Categorie |
| ------------------ | --------- | ------------- | --------- |
| Simson MSA25 Spatz | 1999-2002 | 50cc-tweetakt | Mokick    |
| Simson MSA50 Spatz | 1999-2002 | 50cc-tweetakt | Mofa      |

| Simson SD50 Albatros          |
| Simson S53OR                  |
| Simson Sperber 50 Beach Racer |
| Simson MS50 Sperber           |
| Simson Schikra 125            |
| Simson 125RS                  |
| Simson MSA50 Spatz            |